# Victorious (album de Wolfmother)
 (février 2016).
Si vous disposez d'ouvrages ou d'articles de référence ou si vous connaissez des sites web de qualité traitant du thème abordé ici, merci de compléter l'article en donnant les références utiles à sa vérifiabilité et en les liant à la section « Notes et références ».
Pour les articles homonymes, voir Victorious.
Albums de Wolfmother
New Crown
(2014) Rock'n'Roll Baby
(2019)
Singles
Victorious est le quatrième album studio du groupe de heavy metal australien de Wolfmother. Enregistré aux Henson Recording Studios à Hollywood, en Californie avec le producteur Brendan O’Brien. Sorti le 19 février 2016 sur le label Universal Music Enterprises.
L’album a été précédé par la sortie de la chanson titre "Victorious" comme un single, qui a atteint le numéro 26 sur le billboard américain Mainstream Rock chart.

## Liste des chansons[1]
Toutes les chansons sont écrites et composées par Andrew Stockdale sauf si annotations.
| No  | Titre                   | Auteur            | Durée |
| --- | ----------------------- | ----------------- | ----- |
| 1.  | The Love That You Give  |                   | 2:38  |
| 2.  | Victorious              |                   | 4:24  |
| 3.  | Baroness                |                   | 3:15  |
| 4.  | Pretty Peggy            |                   | 3:49  |
| 5.  | City Lights             |                   | 3:51  |
| 6.  | The Simple Life         |                   | 3:12  |
| 7.  | Best of a Bad Situation |                   | 3:07  |
| 8.  | Gypsy Caravan           | Stockdale et Kram | 3:34  |
| 9.  | Happy Face              |                   | 3:31  |
| 10. | Eye of the Beholder     |                   | 3:59  |

Edition Deluxe
| No  | Titre            | Auteur                         | Durée |
| --- | ---------------- | ------------------------------ | ----- |
| 11. | Remove Your Mask |                                | 3:56  |
| 12. | Wedding          | Stockdale et Christoph Bartelt | 3:21  |

## Participants[2]
- Andrew Stockdale – chant, guitare, basse.
- Ian Peres – basse, claviers[3] .
- Josh Freese – batterie (pistes 1, 2, 3, 4, 7, 9 et 10).

- Joey Waronker – batterie (pistes 5, 6, 8, 11 et 12).
- Brendan O’Brien – production, mixage, percussions supplémentaires, orgue, piano et guitare.
- Tom Syrowski – ingénierie.
- Kyle Stevens – aide à l’ingénierie.
- Jason Galea – pochette, design.
- Piper Ferguson – photographie.